# Andrea Londo
Andrea Londo, née le 7 novembre 1992 à San Diego, est une actrice américano-mexicaine. Elle est notamment connue pour avoir incarné le personnage de Maria Salazar dans la saison 3 de Narcos. Née du côté américain de la frontière, Andrea Londo a vécu à Tijuana au Mexique, puis a déménagé à Los Angeles pour poursuivre une carrière d'actrice. Pendant dix-huit ans, elle a traversé la frontière américano-mexicaine tous les jours pour aller à l'école.
En 2017, il a été annoncé que Londo jouerait Carnalita dans Mayans M.C..
En 2018, Londo jouait le rôle de Cynthia dans le thriller d'action Superfly de Sony, réalisé par le réalisateur X.

## Carrière
Londo n'a jamais été à l'école de théâtre et n'a jamais pris de cours. Elle a commencé sa carrière en réalisant des courts métrages. En 2015, elle a fait ses débuts au cinéma dans Catfish : fausse identité, sa première apparition télévisée. En 2016, elle apparaît de nouveau en tant qu'invitée à la télévision dans Faking It, puis obtient son premier rôle récurrent dans Narcos dans le rôle de Maria Salazar.
Londo joue par ailleurs aux côtés de Jackson Rathbone et Wendy Robie dans Dreaming Grand Avenue.

## Dans les médias
Londo était classée en position 87 sur la liste 2017 des 100 femmes les plus sexy au monde de FHM.